# Дубинівська сільська рада
Дуби́нівська сільська́ ра́да — колишня  адміністративно-територіальна одиниця та орган місцевого самоврядування в Савранському районі Одеської області. Адміністративний центр — село Дубинове.

## Загальні відомості
- Територія ради: 44,07 км²
- Населення ради: 1 713 особи (станом на 2001 рік)
- Територією ради протікає річка Південний Буг

## Населені пункти
Сільській раді були підпорядковані населені пункти:
- с. Дубинове
- с. Слюсареве

## Населення
Згідно з переписом УРСР 1989 року чисельність наявного населення сільської ради становила 1664 особи, з яких 733 чоловіки та 931 жінка.
За переписом населення України 2001 року в сільській раді мешкала 1691 особа.

### Мова
Розподіл населення за рідною мовою за даними перепису 2001 року:
| Мова       | Відсоток |
| ---------- | -------- |
| українська | 95,74 %  |
| російська  | 3,15 %   |
| молдовська | 0,82 %   |
| вірменська | 0,12 %   |
| білоруська | 0,06 %   |
| болгарська | 0,06 %   |

## Склад ради
Рада складалася з 18 депутатів та голови.
- Голова ради:
- Секретар ради: Заболотна Марія Василівна

### Керівний склад попередніх скликань
| Прізвище, ім'я, по батькові   | Основні відомості                                            | Дата обрання | Дата звільнення |
| ----------------------------- | ------------------------------------------------------------ | ------------ | --------------- |
| Поплавська Валентина Іванівна | Сільський голова, 1952 року народження, член Народної партії | 26.03.2006   | 31.10.2010      |

Примітка: таблиця складена за даними сайту Верховної Ради України

### Депутати
За результатами місцевих виборів 2010 року депутатами ради стали:

#### За суб'єктами висування
| Суб'єкт висування                                       | Кількість обраних депутатів | %    |
| ------------------------------------------------------- | --------------------------- | ---- |
| Партія регіонів                                         | 11                          | 61,1 |
| Політична партія Всеукраїнське об'єднання «Батьківщина» | 4                           | 22,2 |
| Соціалістична партія України                            | 3                           | 16,7 |

#### За округами
| № округу                                                | Прізвище, ім'я, по батькові    | Дата визнання обраним | Освіта             | Партійна приналежність                        | Відомості про обраного депутата                        |
| ------------------------------------------------------- | ------------------------------ | --------------------- | ------------------ | --------------------------------------------- | ------------------------------------------------------ |
| Партія регіонів                                         |                                |                       |                    |                                               |                                                        |
| 4                                                       | Хлівнюк Володимир Павлович     | 02.11.2010            | середня спеціальна | член Партії регіонів                          | Дубинівська ветеринарна дільниця, фельдшер             |
| 6                                                       | Заболотна Марія Василівна      | 02.11.2010            | середня спеціальна | позапартійна                                  | Дубинівська сільська рада, бухгалтер                   |
| 7                                                       | Поплавський Вадим Сергійович   | 02.11.2010            | середня            | член Партії регіонів                          | Дубинівська сільська рада, водій                       |
| 10                                                      | Вододюк Ігор Васильович        | 02.11.2010            | середня спеціальна | член Партії регіонів                          | приватний підприємець                                  |
| 11                                                      | Терземан Яна Юріївна           | 02.11.2010            | середня спеціальна | позапартійна                                  | автозаправна станція, старший оператор                 |
| 12                                                      | Владика Тетяна Іванівна        | 02.11.2010            | вища               | член Партії регіонів                          | аптека № 26 смт. Саврань, провізор                     |
| 14                                                      | Волкова Оксана Володимирівна   | 02.11.2010            | середня спеціальна | позапартійна                                  | Слюсарівське лісничество, робітниця                    |
| 15                                                      | Дунська Тетяна Миколаївна      | 02.11.2010            | середня спеціальна | позапартійна                                  | Савранський держліспгосп, бухгалтер                    |
| 16                                                      | Кучанська Тетяна Вікторівна    | 02.11.2010            | середня спеціальна | позапартійна                                  | Слюсарівський навчально-виховний комплекс, бібліотекар |
| 17                                                      | Бровко Віталій Васильович      | 02.11.2010            | середня            | член Партії регіонів                          | Савранський держліспгосп, водій                        |
| 18                                                      | Копусь Анатолій Віталійович    | 02.11.2010            | вища               | позапартійний                                 | Дубинівська загальноосвітня школа, вчитель             |
| Політична партія Всеукраїнське об'єднання «Батьківщина» |                                |                       |                    |                                               |                                                        |
| 1                                                       | Камінська Валентина Миколаївна | 02.11.2010            | середня спеціальна | член Всеукраїнського об'єднання «Батьківщина» | пенсіонер                                              |
| 2                                                       | Бобик Алла Пантеліївна         | 02.11.2010            | середня            | член Всеукраїнського об'єднання «Батьківщина» | тимчасово не працює                                    |
| 5                                                       | Суміна Лариса Олександрівна    | 02.11.2010            | середня            | член Всеукраїнського об'єднання «Батьківщина» | тимчасово не працює                                    |
| 9                                                       | Ланкін Юрій Васильвич          | 02.11.2010            | середня            | член Всеукраїнського об'єднання «Батьківщина» | приватний підприємець                                  |
| Соціалістична партія України                            |                                |                       |                    |                                               |                                                        |
| 3                                                       | Багрій Олександр Васильович    | 02.11.2010            | вища               | позапартійний                                 | тимчасово не працює                                    |
| 8                                                       | Суржинська Наталія Анатоліївна | 02.11.2010            | вища               | член Соціалістичної партії України            | ПП «Дружба», директор                                  |
| 13                                                      | Пчелінська Олена Петрівна      | 02.11.2010            | вища               | член Соціалістичної партії України            | Слюсарівський навчально-виховний комплекс, вчитель     |